# Черноусов, Анатолий Трофимович
Анатолий Трофимович Черноусов (7 марта 1937, село Новокарасук Омской области — 24 июня 2000, Новосибирск) — русский советский писатель, инженер-конструктор.

## Биография
Отец, Трофим Антонович Черноусов, погиб на фронте 2 августa 1943 года и был захоронен в братской могиле в Ворошиловградской области, после чего Анатолий Черноусов воспитывался матерью Евдокией Ивановной и дедом Антоном Фомичом, заменившим ему отца и научившим, по словам писателя, «упорствовать в любой работе». Воспоминания о тяжёлом послевоенном детстве среди старожильческого населения Юго-Западной Сибири, чалдонов, легли в основу повести «Чалдоны».
C 1959 года после окончания Омского политехнического института работал инженером-конструктором на новосибирском заводе «Сиблитмаш». Затем преподавал в Новосибирском институте железнодорожного транспорта. Параллельно с основной работой вёл активную общественную деятельность, был пионервожатым, воспитателем в физико-математической школе Сибирского отделения Академии наук СССР. Много путешествовал со своими студентами.
С рюкзаком за плечами, пешком и на лыжах, прошёл Карпаты, Полесье, Крым, Кавказ, Горный Алтай, Саяны, Горную Шорию, Прибалтику, Поволжье, Урал и Каспий. На байдарках — по Иртышу, на шлюпках — по Телецкому озеру, по Ангаре, Байкалу и Днепру. Спускался со спелеологами в пещеры, участвовал в экспедиции к месту падения Тунгусского метеорита. В советское время посетил Италию, Грецию, Индию и Цейлон.
В 1974 году Анатолий Черноусов был принят в Союз писателей СССР.

С 1975 года основную литературную деятельность совмещал с работой в журнале «Сибирские огни».

B 1987 году награждён орденом «Знак Почёта».
Bо время Перестройки возглавил Новосибирскую областную писательскую организацию.

### Личная жизнь
В 1973 году женился на Анне Павловне Павлюкевич, корректоре Новосибирского Книжного Издательства. У них родились две дочери, Юлия (1974) и Ольга (1984).

## Творчество
Первая публикация Анатолия Черноусова в печати состоялась в 1968 году — в журнале «Сибирские огни» был опубликован рассказ «Хобби инженера Забродина», который привлёк внимание читателей и критиков остротой темы и психологической точностью героев.
Первая книга писателя «Экипажи готовить надо» вышла в 1971 году в Западно-Сибирском книжном издательстве и заявила о себе устами нового героя: «Нельзя нам, товарищи, так больше жить, нельзя. Надо что-то новое, интересное…». По этой книге на центральном телевидении был поставлен двухсерийный музыкальный фильм «Завтрак на траве» (1979).
Повести и романы Анатолия Черноусова затрагивали острые социальные проблемы. Известно, что в советское время большой проблемой на производстве была штурмовщина. В уста главного героя Андрея Скворцова («Практикант») автор вкладывает резкие высказывания о причинах и последствиях этого явления.
За время литературной деятельности автором были опубликованы более десятка повестей, роман, множество рассказов и новелл.

Его безраздельные симпатии всегда оставались на стороне людей неравнодушных, беспокойных, энергичных, целеустремлённых, не на словах, а на деле выступающих против рутины, бюрократизма и безответственности.
B Новосибирском книжном издательстве и в столичных издательствах были изданы тринадцать книг.

Рассказы и повести Анатолия Черноусова публиковались в журналах «Сибирские огни», «Смена», «Уральский следопыт», «Советская литература», «Наш современник», в «Роман-газете», «Литературной газете». Некоторые рассказы были изданы в Болгарии, Венгрии, Польше.
Похоронен на Клещихинском кладбище (квартал 16н).

## Список произведений
- Экипажи готовить надо (повести и рассказы, Новосибирск, Запад-Сибирское книжное издательство, 1971)
- Молодые люди (повести «Непривычное дело», «Практикант», Москва, издательство «Молодая гвардия», 1975)
- Делай то, за чем пришёл (повести и рассказы, издательство «Молодая гвардия», 1978)
- Чалдоны (повесть, Новосибирск, Западно-Сибирское книжное издательство, 1982)
- Второй дом (повести, Новосибирск, Западно-Сибирское книжное издательство, 1984)
- По совместительству (повесть, рассказы, Москва, «Советский писатель», 1986)
- Предначертание (рассказы, Новосибирск, Новосибирское книжное издательство, 1986)
- Повести «Практикант», «Чужие», «Второй дом» (Новосибирск, Новосибирское книжное издательство, 1987)
- Круги (роман, Новосибирск, Книжное издательство, 1990).